# Pablo Barrientos
Pablo Cesar Barrientos (ur. 17 stycznia 1985 w Comodoro Rivadavia) – piłkarz argentyński grający na pozycji lewego pomocnika.

## Życiorys
Barrientos jest wychowankiem klubu San Lorenzo de Almagro. W Primera División zadebiutował w sezonie 2003/2004. Swój pierwszy sezon spędził głównie jako rezerwowy klubu. W swoim pierwszym sezonie wywalczył wicemistrzostwo Apertura 2003. W sezonie 2004/2005 był już podstawowym zawodnikiem klubu, podobnie jak w 2005/2006, ale w tym czasie zespół ze stolicy Argentyny zajmował miejsca w środku tabeli. Ogółem przez trzy sezony rozegrał dla San Lorenzo 72 mecze i strzelił 7 goli.
Latem 2006 Barrientos wyjechał do Rosji i podpisał kontrakt z FK Moskwa. Kosztował 3 miliony euro, a w FK spotkał swojego rodaka, Héctora Bracamonte. W Premier Lidze zadebiutował 9 września w wygranym 4:0 wyjazdowym meczu z Krylią Sowietow Samara. W 65. minucie spotkania wszedł na boisko zmieniając Piotra Bystrowa, a w 80. strzelił gola na 2:0 dla FK. W całym sezonie wystąpił w 8 spotkaniach i zajął z moskiewskim klubem 6. miejsce. Rozgrywki 2007/2008 piłkarz spędził na wypożyczeniu w San Lorenzo, a 29 maja podpisał kontrakt z Calcio Catania obowiązujący do 2013 roku.
| Sezon   | Klub                    | Kraj      | Rozgrywki        | Mecze | Bramki |
| ------- | ----------------------- | --------- | ---------------- | ----- | ------ |
| 2003/04 | San Lorenzo de Almagro  | Argentyna | Primera División | 11    | 0      |
| 2004/05 | San Lorenzo de Almagro  | Argentyna | Primera División | 31    | 5      |
| 2005/06 | San Lorenzo de Almagro  | Argentyna | Primera División | 30    | 2      |
| 2006    | FK Moskwa               | Rosja     | Premier Liga     | 8     | 2      |
| 2007    | FK Moskwa               | Rosja     | Premier Liga     | 22    | 4      |
| 2008    | FK Moskwa               | Rosja     | Premier Liga     | 3     | 0      |
| 2008/09 | San Lorenzo de Almagro  | Argentyna | Primera División | 16    | 7      |
| 2009/10 | Calcio Catania          | Włochy    | Serie A          | 2     | 0      |
| 2010/11 | Estudiantes de La Plata | Argentyna | Primera División | 13    | 0      |
| 2011/12 | Calcio Catania          | Włochy    | Serie A          |       |        |